# Cima dell'Agnello
La Cima dell'Agnello (2.927 m s.l.m. - Cime de l'Agnel in francese) è una montagna delle Alpi Marittime.

## Descrizione
Il monte si trova al confine tra l'Italia (provincia di Cuneo) e la Francia (dipartimento delle Alpi Marittime). La montagna è contornata dalla Cima di Cougourda, la Malaribe ed il Caïre de l'Agnel. La sua prominenza topografica è di 137 metri.

## Accesso
Si può facilmente salire sulla vetta partendo dal Rifugio di Cougourde (2.090 m).